# Saint-Sauveur-sur-Tinée

Saint-Sauveur-sur-Tinée este o comună în departamentul Alpes-Maritimes din sud-estul Franței. În 1 ianuarie 2022 avea o populație de 295 de locuitori.